# Radiografia panorâmica

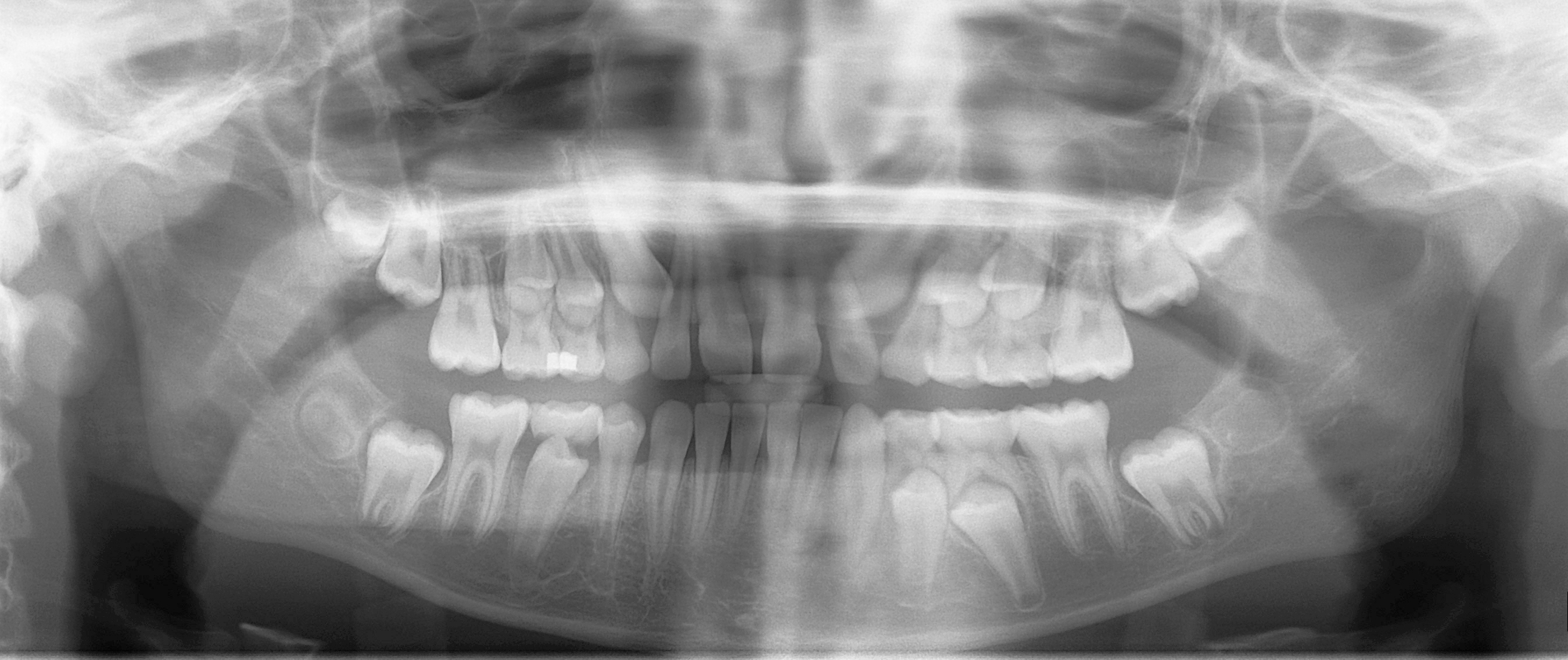
Uma radiografia panorâmica de uma criança de 9 anos na dentição mista.

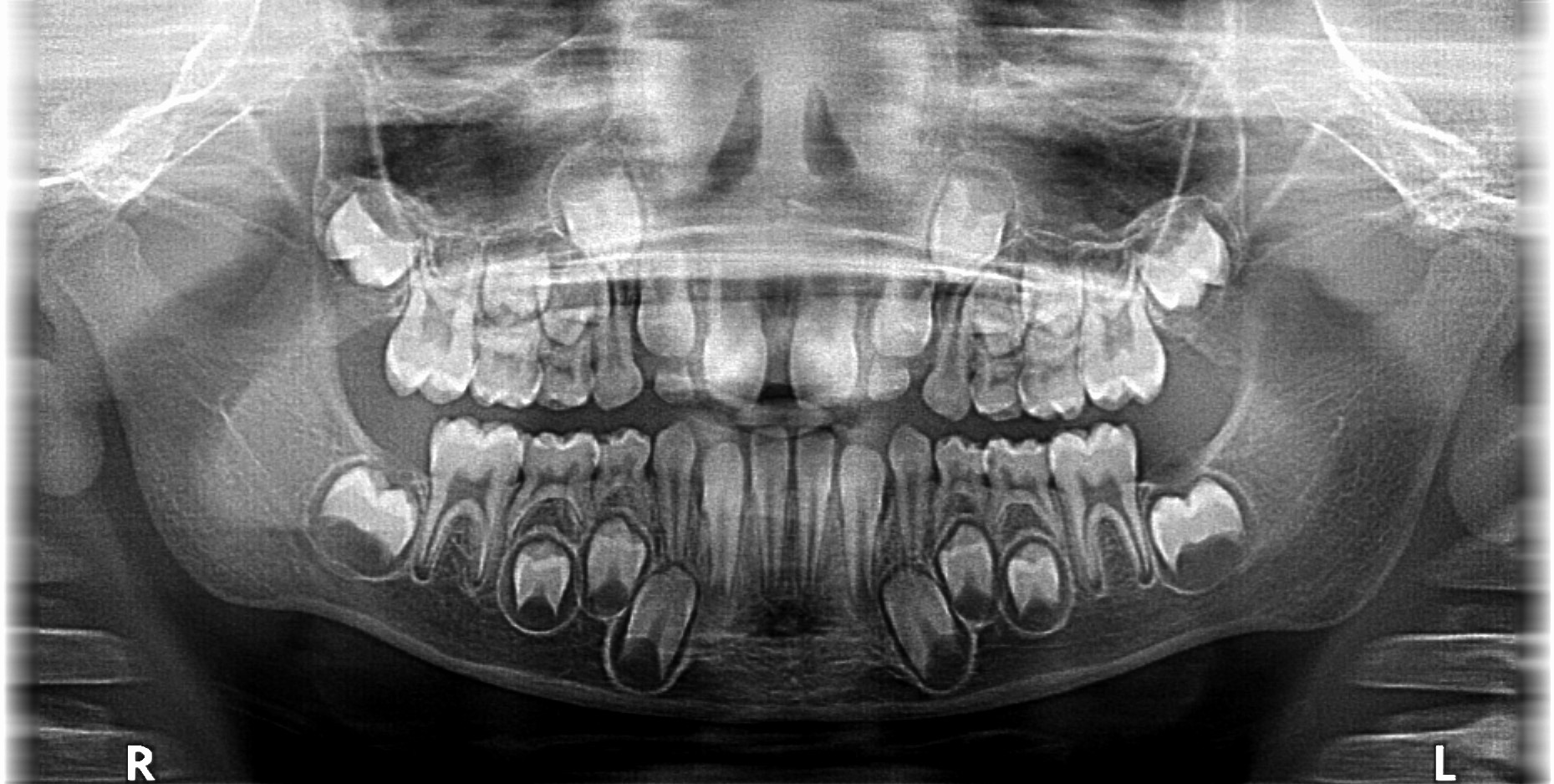
Uma radiografia panorâmica.

A radiografia panorâmica (também  chamada de pan tomografia ou ortopantomografia) é uma técnica que produz uma única imagem tomográfica das estruturas faciais que inclui ambos os arcos dentários, maxilar e mandibular, e suas estruturas de suporte. Essa é uma variante curvilínea da tomografia convencional e também se baseia no princípio de movimento recíproco da fonte de raios X e de um receptor da imagem ao redor de um plano ou ponto central, denominado plano de corte, no qual se localiza o objeto de interesse. Objetos em frente ou atrás desse plano de corte não são visibilizados de forma clara em virtude do seu movimento em relação ao centro de rotação do receptor e da fonte de raios X.

## Vantagens
A radiografia panorâmica é um importante exame radiográfico utilizado para o diagnóstico e planejamento terapêutico das doenças dos pacientes e ossos da face. É uma das técnicas radiográficas mais solicitadas e difundidas em todas as especialidades da Odontologia, onde a visualização de todos os elementos dentais e suas estruturas anatômicas são de fácil compreensão para o dentista.
O critério para a seleção de um exame radiográfico deve obter o equilíbrio entre o melhor diagnóstico e a menor dose de radiação admissível. As principais vantagens das radiografias panorâmicas incluem as seguintes:
- Ampla visibilidade dos ossos faciais e dentes;
- Baixa dose de radiação ao paciente;
- Não causa desconforto ao paciente;
- Possibilidade de ser realizada em pacientes com dificuldades de abertura de boca;
- Curto tempo necessário para realizar a radiografia panorâmica, geralmente por volta de 3 a 4 minutos (incluindo o tempo necessário para posicionar o paciente e o tempo de exposição)
- Facilidade de compreensão das radiografias panorâmicas pelo paciente, tornando-as um útil auxílio visual na educação do paciente e apresentação de casos clínicos;

Radiografias panorâmicas são mais úteis clinicamente para o diagnóstico de problemas que requerem ampla visualização dos maxilares. Exemplos comuns incluem avaliação de traumatismo, localização de terceiros molares, patologias extensas, lesões grandes conhecidas ou suspeitadas, desenvolvimento dentário (em especial na  dentição mista), retenção de dentes ou ápices radiculares (em pacientes edêntulos) e anomalias de desenvolvimento. Essas funções não requerem a alta definição e o alto detalhe das radiografias intra-orais. As radiografias panorâmicas são comumente usadas como a imagem inicial de uma avaliação por permitir adequada visualização ou auxiliar na indicação de outras radiografias. As radiografias panorâmicas também são úteis em pacientes que não têm boa tolerância a exames intraorais. No entanto, quando um exame radiográfico intraoral completo é realizado em um paciente que será submetido a tratamento dentário, normalmente pouca ou nenhuma informação útil adicional é obtida através de uma radiografia panorâmica simultânea.

## Desvantagens
A principal desvantagem da radiografia panorâmica é que as imagens não apresentam um detalhe das estruturas anatômicas tão bom quanto o das radiografias periapicais intra-orais. Portanto, as radiografias panorâmicas não são tão úteis quanto radiografias periapicais para a detecção de pequenas lesões cariosas, detalhes das estruturas periodontais ou doença periapical. As superfícies proximais de pré-molares também normalmente se sobrepõem. Logo, a disponibilidade da radiografia panorâmica em um paciente adulto comumente não exclui a necessidade de radiografias intra-orais para o diagnóstico das patologias odontológicas mais comumente encontradas. Outros problemas associados à radiografia panorâmica incluem ampliação desigual e distorção geométrica ao longo da imagem. Ocasionalmente, a presença de estruturas sobrepostas, como a coluna cervical, pode mascarar lesões odontogênicas, particularmente na região de incisivos. Além disso, objetos clinicamente importantes podem estar situados fora do plano focal (plano de corte) e podem aparecer distorcidos ou não aparecer.

## Aparelhos panorâmicos

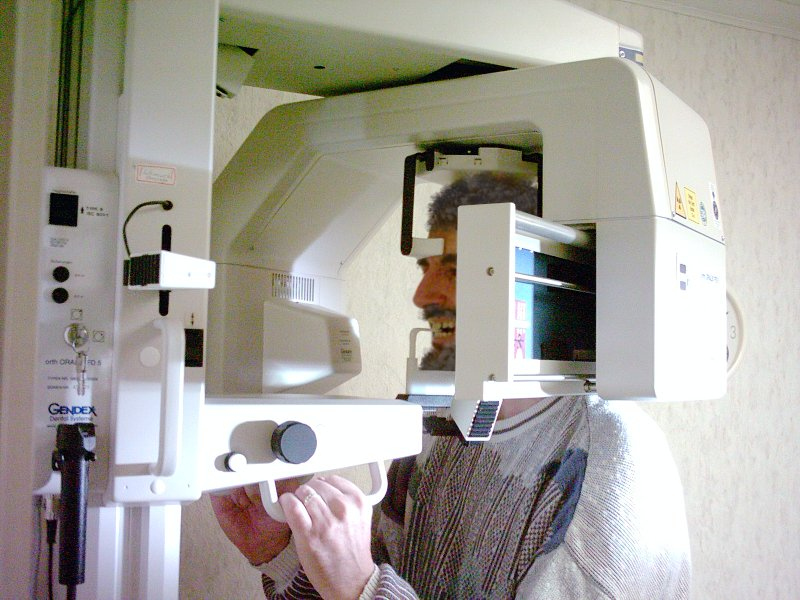
Um aparelho de radiografia panorâmica.

Diversas empresas fabricam aparelhos panorâmicos de alta qualidade, digitais ou não. Os aparelhos panorâmicos Orthopantomograph 100 (Instrumentarium), o Orthophos Plus (Sirona), o Orthoralix S (Gendex Division, Dentsply International) e o ProMax (PLANMECA) são todos bastante versáteis. Além de formarem imagens panorâmicas convencionais dos maxilares, eles podem ser ajustados de acordo com o tamanho do paciente e são capazes de realizar imagens frontais e laterais das ATMs. Esses aparelhos também são capazes de produzir incidências tomográficas dos seios e incidências transversais de maxila e mandíbula. O aparelho panorâmico ProMax (PLANMECA) obtém essas imagens utilizando um programa de tomografia linear desenhado para utilizar movimentos SCARA (Selectively Compliant Articulated Robotic Arm) com o programa ProMax e com giro simultâneo do chassi. Cada aparelho também pode ter uma extensão cefalométrica adaptável que permita realizar radiografias padronizadas do crânio. Alguns aparelhos ainda têm a capacidade de controle automático de exposição. Isso é alcançado
através da medição da quantidade de radiação que atravessa a mandíbula do paciente durante a parte inicial da exposição e ajustando os fatores da imagem (kVp, mA e velocidade dos movimentos da imagem) para realizar uma exposição adequada da imagem.
Há agora aparelhos multifuncionais controlados por computador nos quais a direção e a velocidade do movimento do tubo e do filme são altamente variáveis, incluindo em alguns casos tomografia multidirecional. Isso permite que os aparelhos sejam programados para realizar cortes tomográficos de várias regiões da cabeça. Por exemplo, eles podem ser programados para projeções frontais ou laterais das ATMs, cortes coronais ou sagitais dos seios maxilares e cortes transversais em uma área predeterminada da maxila ou da mandíbula. Esses aparelhos têm uma versatilidade muito maior do que aparelhos panorâmicos convencionais e são mais caros. O Scanora (Soredex) e o CommCAT  (Imaging Sciences International), por exemplo, são capazes de realizar radiografias panorâmicas convencionais assim como exames especiais dos ossos da face. A maioria dos exames especiais realizados nesses aparelhos usa a tomografia circular ou hipocicloidal.

## Receptores de imagem
Ecrans intensificadores são rotineiramente utilizados em radiografias panorâmicas, pois reduzem significativamente a quantidade de radiação necessária para a exposição adequada de uma radiografia. Filmes rápidos combinados a ecrans de alta velocidade (terras raras) são indicados para a maioria dos exames. Na maior parte dos casos, o fabricante fornece aparelhos  panorâmicos com ecrans intensificadores. O tipo de ecran (fabricante e modelo) é impresso em negrito em cada ecran e claramente projetado na radiografia. Com ecran de terras raras e filmes rápidos, a exposição à pele do paciente por radiografias panorâmicas é aproximadamente equivalente a quatro radiografias bite-wings usando um filme de velocidade E. Diversos fabricantes têm desenvolvido aparelhos panorâmicos com aquisição digital direta. Em vez de um filme, o receptor desse aparelho é um dispositivo de carga acoplada (CCD) ou uma placa de fósforo fotoestimulável (PSP) do mesmo tamanho de um filme convencional. O CCD transmite um sinal eletrônico para o computador de controle, que mostra a imagem na tela à medida que ela é adquirida. O software do aparelho faz ajustes internos na obtenção dos dados para transformálos em uma imagem interpretável na tela. O PSP é processado da mesma maneira que PSPs intra-orais, e ajustes semelhantes nas características da imagem são realizados automaticamente pelo software. Ambas as modalidades digitais permitem ao operador realizar modificações após o processamento da imagem, incluindo ajustes no contraste linear e na densidade, inversão de preto/branco, ampliação de área de interesse, realce de limites e alteração de cor. A maioria dos aparelhos adquire e armazena os dados eletrônicos em formato DICOM (Digital Imaging and Communication in Medicine); isso permite um rápida telecomunicação de imagens ao redor do mundo para qualquer estação de trabalho que utilize o formato DICOM. DICOM é a linguagem internacional padrão para comunicação eletrônica de imagens digitais, sejam elas radiografias, fotografias, slides histopatológicos ou qualquer outro tipo de “arquivo de imagem.” A American Dental Association recomenda que todo aparelho digital de raios X produzido após 2004 utilize formato DICOM. Tais aparelhos têm se tornado largamente utilizados à medida que a odontologia aumenta o uso de imagens digitais diretas e prontuários eletrônicos. Todas as radiografias panorâmicas devem ter algum mecanismo para marcar automaticamente os lados direito e/ou esquerdo do paciente na imagem. Além disso, o nome e a idade do paciente e a data da aquisição da imagem devem estar indicados com marcadores, impressão fotográfica ou etiquetas coladas. O nome do dentista deve estar na imagem. Nenhuma estrutura anatômica significativa deve estar ocultada por qualquer dessas etiquetas ou marcadores. Além disso, nenhuma parte da imagem deve ser cortada para que o filme caiba na ficha do paciente.